# ربيانيات مقلنسة
الربيانيات المقلنسة (الاسم العلمي: Cumacea) هي رتبة من المفصليات تتبع الفوق رتبة القشريات الجرابية من طائفة لينات الدرقة.

## التصنيف
- البدوطرية
  - البدوطراوات